# Cinéma parallèle

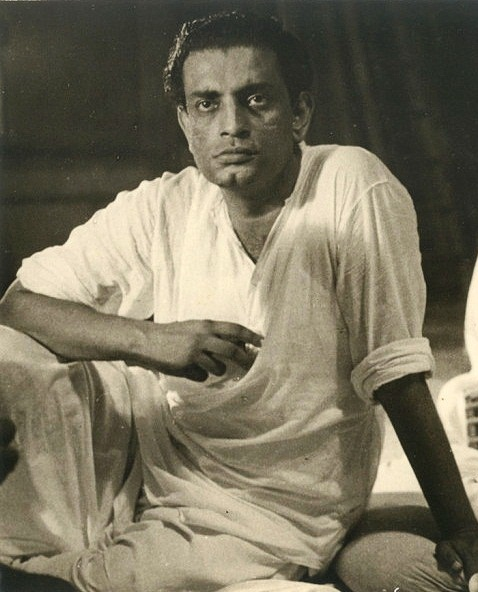
Satyajit Ray, pionnier du cinéma parallèle.

Le cinéma parallèle, ou nouveau cinéma indien, est un mouvement cinématographique du cinéma indien qui prend naissance dans l'État du Bengale-Occidental, dans les années 1950 en tant qu'alternative au cinéma commercial indien grand public.
Inspiré du néoréalisme italien, le cinéma parallèle commence juste avant la Nouvelle Vague française et la Nouvelle Vague japonaise, et est un précurseur de la Nouvelle Vague indienne des années 1960. Le mouvement est initialement dirigé par le cinéma bengali et a produit des cinéastes de renommée internationale tels que Satyajit Ray, Mrinal Sen, Ritwik Ghatak et Tapan Sinha (en). Il a ensuite gagné en importance dans d'autres industries cinématographiques de l'Inde. 
Il est connu pour son contenu sérieux, son réalisme et son naturalisme, ses éléments symboliques avec un œil attentif sur le climat sociopolitique de l'époque, et pour le rejet des chorégraphies et chansons qui sont typiques des films indiens traditionnels.